# Holdi por
A holdi por a Hold felszíni talajrétege, amely azonban a napsugárzás és az elektrosztatikus hatások következtében részben föl is emelkedhet és a lebegő részecskék mintegy felhőt képeznek a felszín fölött. E jelenségek vizsgálata fontos szerepet kap a holdbázis előkészítése során.

## A lebegő porfelhő keletkezése a holdi porból
Már a Surveyor–5 űrszonda alkonyati felvételein észlelték a horizont fölött húzódó fénylő felhőréteget. A Holdon járt űrhajósok is észleltek lebegő és világító részecskéket a lenyugvó Nap irányában (Apollo–8, –11, –15, –17). Később az Apollo–17 helyezett ki egy olyan műszert (LEAM = Lunar Ejecta and Meteorites, Holdi anyagkidobás és meteoritok), amely érzékelte a műszer fölött áthaladó töltött részecskék áramlását napnyugta után.
A lebegő porfelhőről többen írtak már az 1950-es években, például Hal Clement (1956) sci-fi-író, vagy T. T. Brown (1956).

## A lebegő porfelhő Földi Tivadar-féle modellje
Egy magyar űrkutató, Földi Tivadar villamosmérnök a FOELDIX-1 műszerrel végzett kísérletei alapján javasolt egy olyan modellt, amely értelmezi a holdi lebegő porfelhő keletkezését (2001). A Nap UV-sugárzása töltéseket szakíthat le a felszínközeli atomokról, és ezért a felszín fokozatosan pozitív töltésű lesz. A két hétig tartó holdi nappal idején ez a hatás azt eredményezi, hogy a kisméretű porszemcsék is feltöltődve, az elektrosztatikus taszítás révén elemelkednek a felszíntől.
A Földi-modell egyik következménye a holdi vízhez kapcsolódik. A felszínközelbe érkező, földi eredetű H2O molekulák a talaj porszemcséihez kapcsolódnak negatív töltésük révén.  A váltakozó feltöltődés és semlegessé válás fokozatosan koagulációt eredményez, és a porszemcsékből több össze is tapadhat. Ha a porszemcsék időlegesen elszakadnak a felszínközeli szemcséktől, akkor a porszemcsék, most már vízmolekulákat is tartalmazva, vándorolhatnak a holdi talaj felszínén. Ez a modell értelmezi a Galileo, a Csandrajáan–1 és az EPOXI űrszondák méréseiben megjelenő holdfelszíni színképi vízmolekulákat.

## A lebegő porfelhő amerikai modellje
A lebegő porfelhő dinamikusszökőkút-modelljét  T. J. Stubbs, R. R. Vondrak és W. M. Farrell, a  NASA Goddard Space Flight Center kutatói mutatták be a 2005-ös Lunar and Planetary Science Conference alkalmával.
A dinamikusszökőkút-modell is lényegében a Földi-modellhez hasonlóan mutatja be a lebegő porfelhő keletkezését. Fontos része ennek a modellnek az, hogy a holdi terminátornál erős elektrosztatikus erőterek lépnek föl a kialakult tértöltések következtében, amelyek azután fokozatosan lebomlanak, amikor már nem éri napsugárzás a felszínt.

## A holdi por tulajdonságainak kutatása a tervezett holdbázis szempontjából

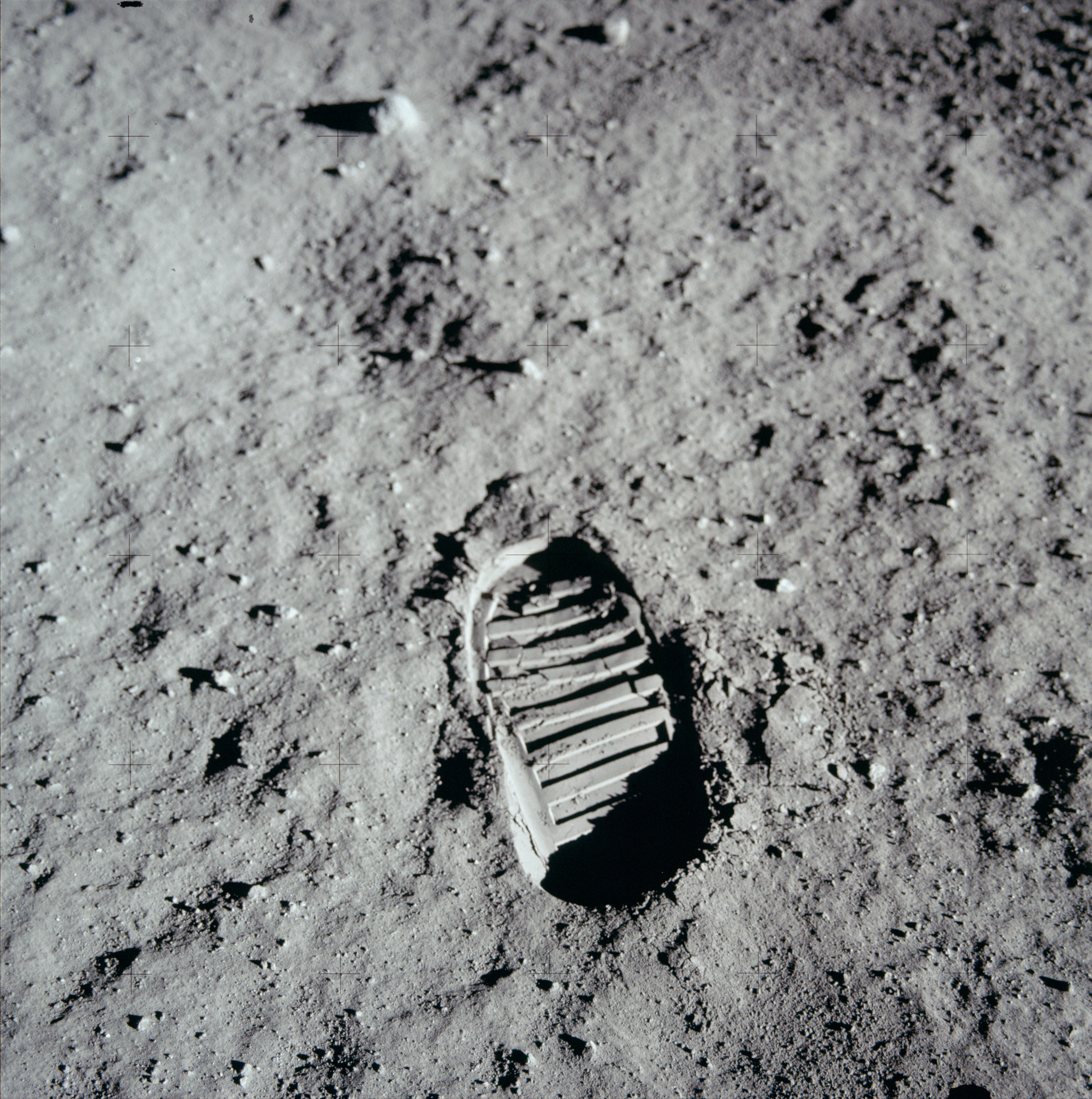
Edwin Aldrin fényképezte 1969. július 20-án a holdfelszínt

Már az Apollók űrhajósai szembesültek a holdi por néhány kényelmetlen tulajdonságával. A holdi por az elektrosztatikus effektusok miatt igen ragadós, az űrruhát beborította. A légutakra is és a mechanikai eszközökre is veszélyes, mert igen apró, de élesen tört felületeket tartalmaz a benne lévő szemcseanyag. Kiterjedten vizsgálják a holdi por tulajdonságait a földi laboratóriumokban is, elsősorban a holdi port utánzó anyagok fölhasználásával. A téma jelentőségét az is jelzi, hogy a NASA egy LADEE nevű űrszonda tervezését indította el. Ez az űrszonda teljes műszerezettségével a holdi port és a vele kapcsolatos elektrosztatikus jelenségeket fogja vizsgálni.

## A holdi por mint építőanyag
Egy magyar kutatócsoport több közleményben dolgozta föl azt a tervét, hogy a holdi talaj anyagát helyben készült építőanyagok készítésére lehetne fölhasználni. Több más kutatás is foglalkozik a holdi por helyszíni hasznosításával. Erre a kérdéskörre kisebb konferenciák szakosodtak. Ilyenek, mint a LEAG, a Space Resources Roundtable, vagy más technológiai konferenciák.